# کیست مجرای نازولاکریمال
کیست مجرای اشکی نازولاکریمال (به انگلیسی: Nasolacrimal duct cysts) نوعی بیماری پوستی و نقص دوران جنینی است که در بدو تولد خود را نشان می‌دهد.